# Българо-сръбски договор (1912)
Вижте пояснителната страница за други значения на Българо-сръбски договор.
Българо-сръбският договор, сключен на 29 февруари (13 март по нов стил) 1912 година, е таен договор за военна взаимопомощ между Царство България и Кралство Сърбия, един от основополагащите документи на Балканския съюз. Подписан е в София от българския министър-председател Иван Евстратиев Гешов и сръбския външен министър Милован Милованович с посредничеството на Русия. Съгласно договора задължението за взаимопомощ влиза в сила, в случай че един от съюзниците бъде нападнат или „коя и да е велика сила“ (Австро-Унгария) направи опит да окупира части от Османската империя. Според приложение към текста повод за война могат да дадат и вътрешни безредици или външни затруднения на империята, които биха поставили под въпрос териториалното статукво на Балканския полуостров. България и Сърбия договарят предварително подялба на османските европейски владения. За България са определени териториите на изток от река Струма (вкл.Родопите), а за Сърбия – земите на север и запад от Шар планина. Областта Македония е предвидена да стане автономна зона. Ако е невъзможно образуването на обособена автономна област, то тя ще бъде разделена на две зони, разграничени една от друга по линия от връх Го̀лем (северно от Крива паланка) до Гъбавци на Охридското езеро. Сръбското правителство се отказва от всякакви претенции към земите на югоизток от тази линия. Ако установяването на самоуправление (автономия) на Македония се окаже невъзможно, тази зона става безспорна. Тя включва Кочани, Щип, Кратово, Велес, Прилеп, Битоля, Охрид и други градове, като същата преминава в българско владение. Зоната на северозапад с градовете Скопие, Куманово, Гостивар, Дебър, Тетово и Струга остава спорна между двете държави, но те се задължават да приемат арбитража на руския император за принадлежността ѝ. Обаче още през май 1912 г. сръбският министър-председател Никола Пашич нарежда на сръбските посолства да разпространяват становището, че Сърбия счита цяла Македония за сръбска и иска да я анексира, а в частни разговори с френски политици сръбските дипломати споделят, че Сърбия и Гърция не смятат да уважават споразуменията си с България относно подялбата на Македония. Друг недостатък на договора е, че не съдържа задължение за оказване на помощ на България при възможно неблагоприятно развитие на войната с Османската империя, още повече, че именно България е трябвало да връчи ултиматума на империята и така да поеме цялата отговорност за избухването й, което дава право на историка Лозан Митев да предположи, че сърби и гърци са предвидили и възможността България да загуби войната (още повече, че на това мнение са били всички тогавашни военни специалисти), а те да се възползват от това, вземайки и нейни предвоенни територии, което сърбите осъществяват през 1920 година с окупацията на Западните покрайнини.
Два месеца след договора (на 29 април 1912 г.) е сключена конвенция, с която се уточняват военните задължения на съюзниците. За война срещу османците България трябва да мобилизира най-малко 200 000 войници, а Сърбия – 150 000. Сърбия се задължава да помогне на българите в случай на нападение от Румъния, а България – да защити съюзника си от Австро-Унгария.
Тези договорености влизат в действие през октомври 1912 г., когато избухва Балканската война. След общата си победа над Османската империя съюзниците влизат в конфликт помежду си за Македония. Това води до разтуряне на българо-сръбския договор и Междусъюзническата война.